# Nejzbach Vysoké Mýto
Nejzbach Vysoké Mýto ist ein tschechischer Futsalverein aus Vysoké Mýto. Er wurde 2003 tschechischer Meister.

## Vereinsgeschichte
Der Verein wurde 1982 von Bauarbeitern aus Vysoké Mýto gegründet, die unweit des Blahovský potok, umgangssprachlich Nejzbach genannt, Fünfer-Fußball spielten. Zu dieser Fußballvariante kam später auch Hallenfußball, seit den 1990er-Jahren auch Futsal. Die Gelb-Schwarzen mit dem Ziegenbock im Vereinswappen stiegen 1995 in die 1. tschechische Futsalliga auf und gehörten dort fortan zur Spitze. In der Saison 1995/96 erreichten sie das nationale Pokalfinale, unterlagen dort aber CC Jistebník mit 3:5. Drei Mal, nämlich 1999, 2000 und 2002 scheiterte die Mannschaft jeweils erst im Finale der Meisterschafts-Play-offs.
In der Saison 2002/03 gelang dem Team mit dem Gewinn der tschechischen Meisterschaft der bisher größte Erfolg in der Vereinsgeschichte. Wenig erfolgreich verlief die Teilnahme am UEFA Futsal-Cup 2003/04, bei dem Nejzbach schon in der ersten Gruppenphase scheiterte. Das erste Spiel der Gruppe 5 in Skopje gewannen die Tschechen gegen den Meister aus Andorra, UE Santa Coloma, zwar mit 6:2, das Spiel wurde aber mit 3:0 für Santa Coloma gewertet, da Nejzbach einen nicht spielberechtigten Spieler eingesetzt hatte. Anschließend unterlag Vysoké Mýto dem Gastgeber KMF Skopje mit 1:3 und dem Kiewer Klub InterKrAZ mit 0:3.
In den Spielzeiten 2003/04 und 2004/05 erreichte Nejzbach jeweils das Play-off-Halbfinale, 2005/06 war schon im Viertelfinale Schluss. In der Saison 2006/07 gelang wieder der Sprung unter die besten vier.

## Erfolge
- Tschechischer Meister 2003
- Teilnahme am UEFA Futsal-Cup 2003/04